# Rayden
Rayden (rodno ime Jorge Ribes Gadea) je španjolski DJ i producent.
2004. započeo je s profesionalnom glazbenom djelatnošću pod starim imenom DJ Piwi kao nastanjeni DJ jednog od najvažnijih hardcore klubova u Španjolskoj, "Manssion Club". Idući korak bio je postati netko u hardcore sceni tako što je producirao svoje pjesme. Poslije četiri godine potpune odanosti hardcoreu praćene mnogobrojnim izdanjima u pojedinim španjolskim izdavačkim kućama, 2008. godina je bila godina za velike prilike. The Stunned Guysi su odlučili ubaciti jednu od njegovih pjesama "Always Naked" u kompilacijski album Always Hardcore v.21. Za Manssion Summer Festival 2008, DJ D i DJ Piwi su zajedno producirali pjesmu, odnosno, himnu "Destiny" koja dobiva pojedine pozitivne rezultate diljem Europe i brzo je postala veliki hit. Krajem 2008., DJ Piwi je objavio svoju samostalnu vinilnu ploču Fly Away koja je objavljena u izdavačkoj kući Hardcore Blasters i prva koja je objavljena izvan Španjolske.
Jorge je 2009. napustio umjetničko ime DJ Piwi, te od tada producira i nastupa kao Rayden.

## Vanjske poveznice
- Službena stranica  Arhivirana inačica izvorne stranice od 14. svibnja 2011. (Wayback Machine)
- Manssion Club
- Rayden na Hardcore Blastersu
- Diskografija: Rayden - DJ Piwi